# 박재완 (1955년)
박재완(朴宰完, 1955년 1월 24일 ~ )은 대한민국의 정치인이다. 제17대 국회의원과 이명박 정부 시절 기획재정부 장관을 지냈다. 2020년 2월 삼성전자 이사회 의장으로 선임되었다.

## 학력
- 1967년 성호초등학교 졸업
- 1970년 마산중학교 졸업
- 1973년 부산고등학교 졸업
- 1977년 서울대학교 경제학 학사
- 1988년 하버드 대학교 정책학 석사
- 1992년 하버드 대학교 정책학 박사

## 경력
- 1979년 23회 행정고시 합격
- 1983년 5월 ~ 1992년 11월 감사원 부감사관
- 1992년 12월 ~ 1994년 12월 재무부 사무관
- 1994년 12월 ~ 1996년 2월 김영삼 대통령비서실 서기관
- 1996년 3월 ~ 2004년 5월 성균관대학교 사회과학부 행정학전공 부교수
- 1999년 1월 ~ 1999년 12월 한국행정학회 연구이사
- 2000년 3월 ~ 2002년 1월 성균관대학교 입학처장
- 2003년 8월 ~ 2004년 5월 성균관대학교 기획조정처 처장
- 2004년 1월 경제정의실천시민연합 정책위원장
- 2004년 5월 ~ 2008년 5월 제17대 국회의원 (한나라당 비례대표)
- 2004년 7월 ~ 2008년 5월 국회 산업자원위원회 위원
- 2005년 11월 한나라당 대외협력위원장, 국회 보건복지위원회 한나라당 간사, 국회 투명사회특별위원회 간사
- 2006년 7월 한나라당 대표비서실 실장
- 2007년 12월 ~ 2008년 2월 대통령직인수위원회 정부혁신규제개혁TF
- 2008년 2월 ~ 2008년 6월 대통령실 정무수석비서관
- 2008년 6월 ~ 2010년 7월 대통령실 국정기획수석비서관
- 2010년 8월 ~ 2011년 5월 고용노동부 장관
- 2011년 6월 ~ 2013년 3월 기획재정부 장관
- 2013년 3월 ~ 2020년 2월 성균관대학교 사회과학부 행정학전공 부교수
- 2014년 2월 ~ 현재 한반도선진화재단 이사장
- 2015년 1월 ~ 2020년 2월 성균관대학교 국정관리대학원 원장
- 2016년 ~ 2022년 3월 삼성전자 사외이사
- 2018년 3월 ~ 2022년 3월 롯데쇼핑 사외이사
- 롯데쇼핑 감사위원회 위원
- 롯데쇼핑 사외이사후보추천위원회 위원
- 2019년 삼성전자 거버넌스위원회 위원장
- 2020년 2월 ~ 2022년 3월 삼성전자 이사회 의장
- 삼성전자 지속가능경영위원회 위원장
- 서울대학교 총동창회 부회장
- 선진통일건국연합 고문
- 케이정책플랫폼 자문위원
- 성균관대학교 사회과학대학 행정학과 명예교수
- 2023년 1월 ~ : 학교법인 성균관대학 이사장(제14대)
- 2023년 2월 ~ : 경제교육단체협의회장
- 2023년 3월 ~ : 한국앤컴퍼니 사외이사
  - 한국앤컴퍼니 감사위원회 위원장
  - 한국앤컴퍼니 사외이사후보추천위원회 위원
  - 한국앤컴퍼니 내부거래위원회 위원
- 2023년 5월 ~ : 재단법인 백선엽장군기념재단 자문위원 겸 백선엽장군기념사업회 이사

## 상훈
- 1984 감사원장 표창
- 1992 감사원장 표창

## 역대 선거 결과
| 실시년도 | 선거   | 대수 | 직책     | 선거구   | 정당     | 득표수      | 득표율          | 순위          | 당락 | 비고 |
| -------- | ------ | ---- | -------- | -------- | -------- | ----------- | --------------- | ------------- | ---- | ---- |
| 2004년   | 총선   | 17대 | 국회의원 | 비례대표 | 한나라당 | 7,613,660표 | \| \| 35.76% \| | 비례대표 10번 |      | 초선 |
|          | 35.76% |      |          |          |          |             |                 |               |      |      |